# Televisione in Svizzera
La televisione in Svizzera venne introdotta nel 1950.
Le persone che vivono in Svizzera e ricevono i servizi televisivi sono tenuti per legge al pagamento di un canone televisivo, che viene utilizzato per finanziare la radio e la televisione di servizio pubblico della SRG SSR. I contribuenti in tutte le regioni linguistiche della Svizzera pagano (dati 2010) per la ricezione privata 169,00 franchi annui per la sola ricezione radiofonica, 289,40 franchi annui franchi per la sola ricezione televisiva, 458,40 franchi annui per entrambe le ricezioni.
Dal 2019 il costo è stato unificato per la ricezione di tv e radio e fissato a 365 franchi annui.
A partire dal 3 giugno 2019, la SRG SSR ha abbandonato la trasmissione terrestre considerata la scarsa diffusione di tale tecnologia (solo il 2% delle famiglie svizzere) e la maggiore diffusione della tv via cavo e iptv. Continua comunque la trasmissione satellitare mediante il satellite Hot Bird 13 est. Per poter ricevere i canali è necessaria l’apposita smart card che viene rilasciata ai residenti in Svizzera e ai cittadini svizzeri residenti all’estero.
I principali operatori tv via cavo, iptv sono Naxoo, UPC Cablecom, Swisscom, Sunrise, Salt. Sono attivi anche operatori OTT come Zattoo, Yallo (ex Wilmaa), Teleboy, Sky. Tutti gli operatori di televisione in Svizzera sono obbligati a diffondere i seguenti canali:
- Rai 1
- Arte
- 3sat
- TV5 Monde
- ARD
- ORF 1
- France 2
- Euronews

Da ottobre 2020 alcuni dei canali televisivi ricevibili via cavo e IPTV sono ricevibili anche dal satellite Hot Bird 13 est mediante la piattaforma a pagamento Kabelio una volta acquistata l’apposita cam.

## Storia
La storia della televisione della Svizzera inizia nel 1939 quando c'è una sperimentazione. Le trasmissioni regolari iniziano nel 1952, dapprima solo per un'ora al giorno per cinque giorni alla settimana, solo in lingua tedesca: le trasmissioni in lingua francese iniziano nel 1954 e in italiano nel 1958. Gli svizzeri di lingua romancia devono attendere fino al 1962 per il primo programma nella loro lingua, un decennio dopo la trasmissione televisiva regolare. Nessun canale televisivo trasmette esclusivamente in lingua romancia.
Gli anni sessanta vedono anche l'arrivo della pubblicità televisiva, nel 1963, quindi della televisione a colori, nel 1967.
Nel 1982 nasce SwissTXT, un servizio di teletext. Nel 1993 nasce un quarto canale della SRG SSR, prima chiamato "S Plus", più tardi rinominato Svizzera 4. Tuttavia è di breve durata: nel corso della sua esistenza il canale costantemente soffre di bassi ascolti e scompare nel 1997. Nello stesso anno tutte le società SRG SSR avviano un secondo canale, SF 2, TSR 2 e TSI 2.
Nel luglio del 2006 la TSI (poi RSI) inizia lo spegnimento analogico. Il processo terminò a gennaio 2008, quando l'interruzione delle trasmissioni analogiche nel Vallese e nello Chablais completeranno la transizione al digitale terrestre in Svizzera.

## Elenco dei canali
I canali tv sono ricevibili via cavo, iptv e, alcuni, anche via satellite.

### Canali nazionali
In lingua tedesca:
- SRF 1
- SRF zwei
- SRF info
- 3+
- 4+
- 5+
- 6+
- Tv24
- Tv25
- S1
- Plus Acht
- Swiss1
- Schweiz 5
- Blue Zoom D
- Canali Blue Sports (Pay Swisscom)
- Canali My Sports (Pay UPC)
- Canali Sky Schweiz (Pay)

In lingua francese:
- RTS Un
- RTS Deux
- Rouge
- One Tv
- TVM3
- Blue Zoom F
- Canali Blue Sports (Pay Swisscom)
- Canali My Sports (Pay UPC)

In lingua italiana:
- RSI La 1
- RSI La 2

### Canali stranieri in lingua tedesca
Si ricevono i principali canali tedeschi e austriaci:
- ARD
- ZDF
- RTL Schweiz
- RTL II Schweiz
- VOX
- Super RTL Schweiz
- Kabel eins Schweiz
- Tele 5
- N-Tv
- Sky Sport News
- Phoenix
- Kika
- Comedy Central Schweiz
- MTV Schweiz
- Disney Channel
- Eurosport 1
- Dmax
- HGTV
- Prosieben Schweiz
- Sat.1 Schweiz
- Schweizer Sportfernsehen
- Star TV
- Nickelodeon Schweiz
- ORF 1
- ORF 2
- ORF 3
- 3sat
- DW

### Canali stranieri in lingua francese
Si ricevono i principali canali francesi:
- TF1 Suisse
- France 2
- France 3
- France 4
- France 5
- M6 Suisse
- TMC
- C8 Suisse
- W9 Suisse
- TV5 Monde
- France Info
- BFM TV
- C News
- Arte
- TFX
- NRJ12
- C Star
- Gulli
- TF1 Séries Films
- L’Équipe
- 6ter
- RMC Story
- RMC Découverte
- Chérie
- LCI

### Canali stranieri in lingua italiana
Si ricevono i principali canali italiani:
- Rai 1
- Rai 2
- Rai 3
- Rete 4
- Canale 5
- Italia 1
- LA7
- TV 8
- Nove
- Rai 4
- Rai 5
- Rai Movie
- Rai Premium
- Rai News 24
- Rai Gulp
- Rai Yoyo
- Rai Storia
- Rai Scuola
- Real Time
- Dmax
- Giallo
- Motor Trend
- Food Network
- K2
- Frisbee
- Iris
- Mediaset 20
- La5
- Cine34
- Mediaset Extra
- Italia 2
- Top Crime
- TGcom24
- Boing
- Cartoonito

### Canali stranieri in lingua inglese
Si ricevono i principali canali britannici:
- BBC One
- BBC Two
- ITV
- BBC Four
- CBBC Channel
- CBeebies
- BBC News
- Channel 4
- E4
- Film4
- Channel 5
- 5 Usa
- 5 Star
- ITV2
- ITV3
- ITV4
- ITV Be
- Dave
- Dmax
- Drama
- Pick
- Yesterday

### Canali internazionali
Si ricevono i principali canali internazionali:
- BBC News
- Sky News
- Al Jazeera - in inglese e arabo
- CNBC Europe
- Bloomberg Television
- RT News - in inglese
- DW - in inglese, tedesco e francese
- CNN International
- France 24 - in inglese e francese
- TV5 Monde Europe
- TVE Internacional
- RTP Internacional
- Euronews - in italiano, francese, tedesco, inglese

### Canali regionali
- TeleZüri
- Tele Basel
- Tele M1
- Tele Bärn
- Tele Bielingue
- Tele 1
- Canal 9
- TVO
- SüdOst Schweiz
- Tele Léman Bleu
- La Télé
- TeleTicino